# Bezirksliga Oberschlesien 1935/36
De Bezirksliga Oberschlesien 1935/36 was het derde voetbalkampioenschap van de Bezirksliga Oberschlesien, het tweede niveau onder de Gauliga Schlesien en een van de drie reeksen die de tweede klasse vormden. Reichsbahn SV Gleiwitz werd kampioen en ging naar de eindronde voor promotie, met de twee andere regionale kampioenen en werd eerste waardoor ze promoveerden.

## Bezirksliga
| Plaats | Club                                   | Wed. | W  | G | V  | Saldo | Ptn.  |
| ------ | -------------------------------------- | ---- | -- | - | -- | ----- | ----- |
| 1.     | Reichsbahn-SV Gleiwitz                 | 20   | 14 | 2 | 4  | 70:35 | 30:10 |
| 2.     | SC Germania Sosnitza                   | 20   | 12 | 2 | 6  | 69:52 | 26:14 |
| 3.     | Beuthener BC                           | 20   | 11 | 2 | 7  | 52:39 | 24:16 |
| 4.     | Sportfreunde Klausberg (1)             | 20   | 9  | 5 | 6  | 49:42 | 23:17 |
| 5.     | SV Preußen Ratibor                     | 20   | 10 | 1 | 9  | 63:39 | 21:19 |
| 6.     | SV Borsigwerk                          | 20   | 8  | 3 | 9  | 53:56 | 19:21 |
| 7.     | SV 1919 Ostrog                         | 20   | 8  | 3 | 9  | 37:41 | 19:21 |
| 8.     | SV 1912 Königlich Neudorf              | 20   | 7  | 5 | 8  | 40:62 | 19:21 |
| 9.     | Sportfreunde 1921 Ratibor              | 20   | 6  | 5 | 9  | 39:46 | 17:23 |
| 10.    | SuSV 1912 Mechtal (2)                  | 20   | 8  | 1 | 11 | 33:39 | 17:23 |
| 11.    | Vereinigte Sportfreunde Preußen Neisse | 20   | 2  | 1 | 17 | 21:75 | 05:35 |

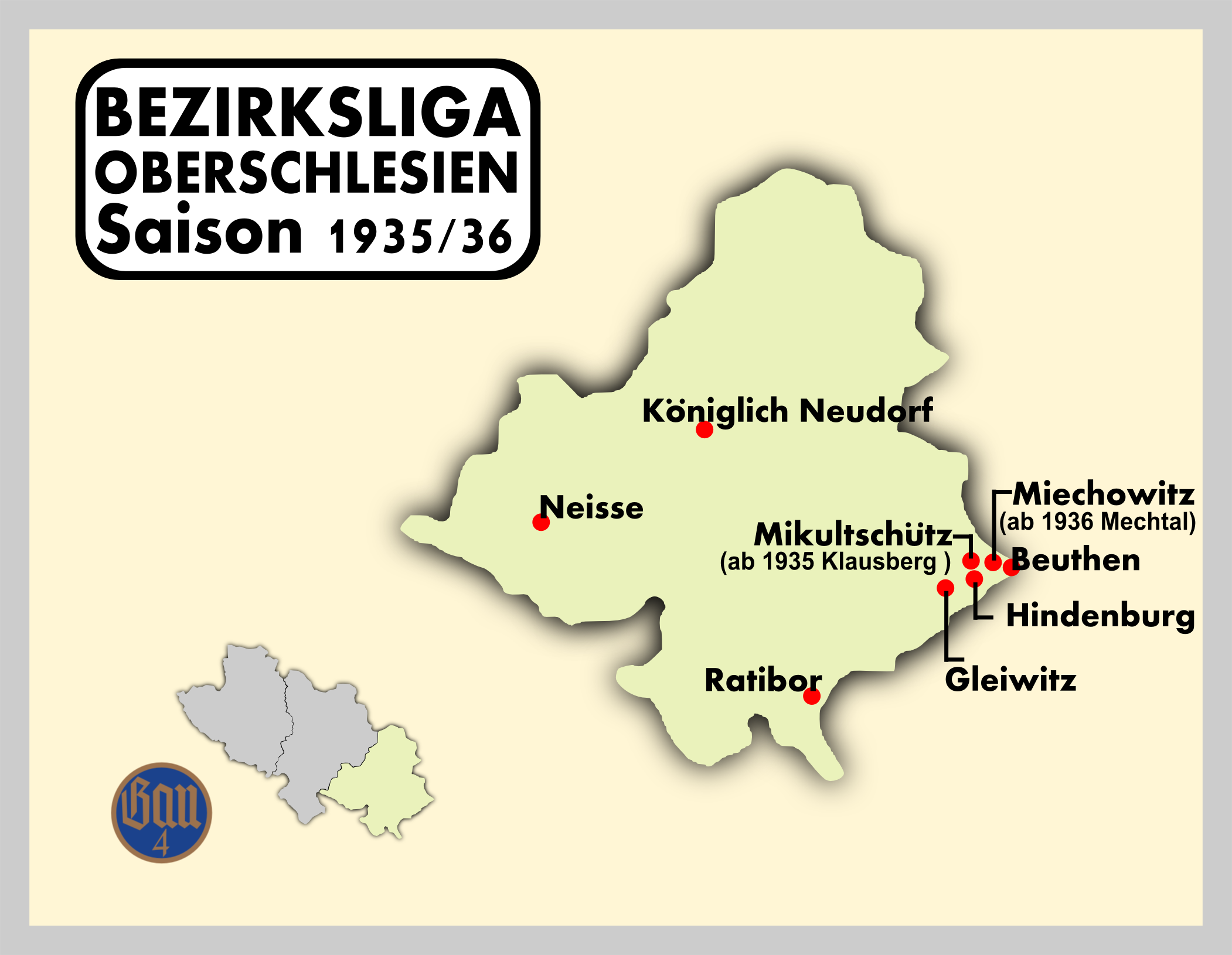
Speelsteden Bezirksliga Oberschlesien.

(1): Doordat de stad Mikultschütz de naam wijzigde in Klausberg werd ook de clubnaam gewijzigd van Sportfreunde Mikultschütz in Sportfreunde Klausberg  

(2): Doordat de stad Miechówitz de naam wijzigde in Mechtal werd ook de clubnaam gewijzigd van SuSV 1912 Miechówitz in SuSV 1912 Mechtal. 
|  | Kampioen, deelname Promotie-eindronde |
|  | Degradatie naar 1. Kreisklasse        |

## Promotie-eindronde Kreisklasse

### Groep 1
| Plaats | Club                           | Wed. | W | G | V | Saldo | Ptn.  |
| ------ | ------------------------------ | ---- | - | - | - | ----- | ----- |
| 1.     | SV Schomberg                   | 6    | 5 | 1 | 0 | 18:04 | 11:01 |
| 2.     | FC Eintracht Oehringen         | 6    | 3 | 2 | 1 | 09:06 | 08:04 |
| 3.     | SVgg Concordiagrube Hindenburg | 6    | 2 | 1 | 3 | 03:11 | 05:07 |
| 4.     | Sportfreunde Preußen Konstadt  | 6    | 0 | 0 | 6 | 02:11 | 00:12 |

|  | Promotie naar Bezirksliga Oberschlesien 1936/37 |

### Groep 2
| Plaats | Club                              | Wed. | W | G | V | Saldo | Ptn.  |
| ------ | --------------------------------- | ---- | - | - | - | ----- | ----- |
| 1.     | Verein Oppelner Sportfreunde 1919 | 4    | 3 | 0 | 1 | 09:07 | 06:02 |
| 2.     | Reichsbahn-SV Vorwärts Heydebreck | 4    | 2 | 0 | 2 | 12:07 | 04:04 |
| 3.     | SV Ziegenhals                     | 4    | 1 | 0 | 3 | 05:12 | 02:06 |

|  | Promotie naar Bezirksliga Oberschlesien 1936/37 |